# Светислав Иван Петровић
Светислав Иван Петровић (Нови Сад, 1. јануар 1894 — Минхен, 18. октобар 1962) био је филмски глумац. Петровић је први Србин који се између два светска рата прославио на филмском платну у Европи.

## Биографија
Рођен у српској породици, Петровићев отац је био познати кројач из Сивца који је шио униформе и за Српску војску.
Школовао се у Новом Саду а у Будимпешти је завршио Политехничку академију али али се 1919. године сели у Беч и посветћује се глуми на филму. Поред глуме показивао је таленат за певање, свирао је виолину, бавио се спортом (највише пливањем) и био је учесник Олимпијских игара у Стокхолму 1912.
Дебитовао је на филму Михаља Кертеса (Mihaly Kertesz), касније у Америци славан под именом Мајкл Кертиз (Michael Curtiz). Од три њихова заједничка филма која се данас, нажалост, воде као изгубљена, најпознатији је Дама са сунцокретом (Die Dame mit den Sonnenblumen) из 1920. по делу славног српског поете Иве Војновића. После наступа у низу мађарских филмова редитеља Беле Балога (Bela Balogh), средином двадесетих постаје интернационална звезда глумећи у француским филмовима режисера Леонса Переа (Leonce Perret) Гола жена (La Femme nue, 1926) и Сирена Моргана (Morgana la sirene, 1928), док му популарност с оне стране Атлантика доносе улоге у остварењима америчког режисера Рекса Инграма (Rex Ingram) Чаробњак (Magician, 1926) и Aлахов врт (Garden of Allah, 1927).
Доласком звучног филма стекао је светску славу. Осим дара за глуму имао је и физичке атрибуте неопходне за успех на филму: био је висок, згодан, леп и привлачан мушкарац. Важио је као потенцијална замена за преминулог идола жена Рудолфа Валентина (Rudolph Valentino).
У Нови Сад вратио се 1928. приликом посете родитељима и сестрама. Тада је посетио и Београд и како је Политика објавила на насловној страни, одушевљено га је дочекало и поздравило десетине хиљада београђана. Примио га је и краљ Александар који му је уручио орден светог Саве првог степена за допринос популаризацији филмске уметности.
Почетком тридесетих прелази у Немачку, где до Другог светског рата игра у скоро 40 филмова веома значајних редитеља какви су били Карeл Ламач (Karel Lamač), Рихард Освалд (Richard Oswald), Фил Јуци (Phil Jutzi), Аугусто Ђенина (Augusto Genina) и други. Тада наступа и у једном од првих копродукционих филмова у нашој земљи Принцеза корала (Die Korallenprinzessin, 1937.) Виктора Јансона. Филм је сниман на јадранским острвима, а партнерка му је била наша друга чувена филмска звезда Ита Рина.
Пошто је 1940. године, очигледно под притиском, снимио једини пропагандни филм у каријери, Непријатељи (Feinde) у режији Виктора Туржанског, којим је оправдавана немачка окупација Пољске, враћа се у Мађарску, где проводи цео рат наступајући у филмовима с најпознатијим звездама тог доба као што су Пал Јавор, Каталин Каради (K. Karady), Марија Ташнади Фекете (M. Tasnady Fekete) и други. Најзначајнију ролу у то доба ипак пружа у антимилитаристичком делу Гезе Радвањија (G. Radvanyi) Европа не одговара (Europa nem valaszol) из 1941.
Снимио је око стотину улога у филмовима различитих жанрова у филмским студијима у Будимпешти, Бечу, Берлину и Паризу. Био је ожењен са немачком глумицом Фридл Шустер.
По завршетку рата напушта новостворену комунистичку Мађарску и одлази у Немачку, где следећих петнаест година наступа у епизодним улогама, али је и даље један од најтраженијих глумаца на немачком говорном подручју. Последњи велики успех остварује у француском новоталасном класику Лифт за губилиште (L’ Ascenseur pour l’echafaud) Луја Мала (Louis Malle) из 1957. да би две године касније последњи пут наступио на великом платну у америчком филму Путовање (The Journey) Анатола Литвака.
Боравио је краће време 1953. године и у Југославији снимајући југословенско-западнонемачки филм Einmal kehr’ ich wieder (Jednom kada se ponovno vratim) код нас познатијим као Далматинска свадба где је тумачио једну од главних улога.
Пао је у заборав јер се његови филмови нису приказивали у биоскопима и то, наводно, зато што је глумио у немачким филмовима сниманим за време Хитлерове владавине, иако се радило о обичним љубавним филмовима. Разлоге за „губитак памћења” треба тражити и у његовом послератном спикерском раду у Минхену, на Радио слободној Европи, што му овдашња комунистичка идеологија никад није опростила. У настојању да то промени, Југословенска кинотека, посветила му је 2017. годину са припремљеним програмима за приказивање његових филмова током целе године.
Иако је течно говорио мађарски, немачки, француски и енглески језик, аутограме је давао искључиво српском ћирилицом.
Био је ожењен немачком певачицом и глумицом Фридел Шустер Friedel Schuster.

## Филмографија
- The Sunflower Woman (1918)
- The Lady with the Black Gloves (1919)
- Homo immanis (1919)
- A tizennegyedik (1920) - Jim Jeffries / Riche Richson
- Under the Mountains (1920)
- The Star of Damascus (1920)
- Die Gottesgeisel (1920)
- A Szentmihály (1920)
- Lengyelvér (1921) - Janek bujdosó
- Farsangi mámor (1921) - Sir Richard Dennis ifjú arisztokrata
- Veszélyben a pokol (1921) - Harry
- Galathea (1921)
- Navarro the Dancer (1922) - Mortensen
- Certificates of Death (1923)
- Koenigsmark (1923) - Lieutenant de Hagen
- Un coquin (1923) - Callas / Quermec
- Heart of an Actress (1924) - Herbert Campbell, le poète
- Az örszem (1924)
- Joyless Street (1925) - Herr (unconfirmed, uncredited)
- The Lady of Lebanon (1926) - Cpt. Lucien Domèvre
- Grandstand for General Staff (1926) - Colonel Esterhazy
- The Magician (Чаробњак)(1926) - Dr. Arthur Burdon
- The Nude Woman (Гола жена)(1926) - Pierre Bernier
- The Garden of Allah (Алахов врт)(1927) - Father Adrien
- The Orlov (1927) - Alexander - Russian Exile
- Prince or Clown (1928) - Lucien Tréma
- Alraune (1928) - Franz Braun
- Morgane, the Enchantress (Сирена Моргана)(1928) - Georges de Kerduel
- Doctor Schäfer (1928) - Dr. Schäfer, Frauenarzt
- Secrets of the Orient (1928) - Prince Achmed
- Corazones sin rumbo (1928)
- The Tsarevich (1928) - Czarewitch
- The Three Passions (1928) - Philip Burlington
- Latin Quarter (Латински кварт)(1929) - Ralph O'Connor Rodolpho
- His Majesty's Lieutenant (1929) - Graf Georg Michailowitsch
- The Favourite of Schonbrunn (1929) - Oberst Trenck
- There Is a Woman Who Never Forgets You (1930) - Georg Moeller - der Sohn
- Love and Champagne (1930) - Fritz von Hornthal
- The King of Paris (1930, German) - Don Pedro d'Alvarez
- The King of Paris (1930, French) - Pedro Gil
- Boudoir diplomatique (1931)
- The Opera Ball (1931) - Dr. Peter v. Bodo
- Victoria and Her Hussar (Викторија и њен хусар)(1931) - Stefan Koltay, Husaren-Rittmeister
- Die Fledermaus (1931) - Prinz Orlofsky
- Holzapfel Knows Everything (1932) - Stephan Berregi
- La Chauve-Souris [fr] (1931) - Le prince Orlofsky
- Grandstand for General Staff (1932) - Rittmeister von Jennewein
- Der Diamant des Zaren [it] (1932) - Doroschinsky
- Manolescu, Prince of Thieves (1933) - George Manolescu
- The Flower of Hawaii (Хавајски цвет)(1933) - Kapitän Harald Stone
- Must We Get Divorced? (1933) - Edgar Radek
- The Happiness of Grinzing (1933) - Hans Martin, der Postillon
- Paganini (1934) - Paganini
- Polish Blood (1934) - Graf Bolko Baransky
- The Last Waltz (1934) - Oberleutnant Graf Dimitrij Sarrasow
- The Red Rider (1935) - Rittmeister Otto von Wellisch
- The Cossack and the Nightingale /Козак и славуј)(1935) - Gregor Ogolenski
- Königstiger (1935) - van Houten
- Ungeküsst soll man nicht schlafen gehn (1936) - Prinz Carlo Alba
- Three Girls Around Schubert (1936) - Furlani
- Girls in White (1936) - Count Feodor Ivanowitsch Schuwalow
- Women's Paradise (1936) - Gary Field, Flugzeugkonstrukteur
- Woman's Love-Woman's Suffering (1937) - Hans Martenrood
- The Chief Witness (1937) - Stefan Laurin
- Unter Ausschluß der Öffentlichkeit (Уз укључење јавности)(1937) - Baron Gaffris
- The Coral Princess (Принцеза корала)(1937) - Marko Vukowitsch, Fliegeroffizier
- Monika (1938) - Dr. Michael Holt
- Stronger Than Love (1938)
- The Night of Decision (1938) - Fernando Alvarez
- Parkstrasse 13 (1939) - Arno Molander
- Central Rio (1939) - Ricardo Perez
- Dein Leben gehört mir (1939)
- Enemies (1940) - Jan
- Európa nem válaszol (Европа не одговара)(1940) - Vincent Gordon
- Életre ítéltek! (1941) - Csaba, ügyvéd
- Magdolna (1942) - Detky, Pál
- Einmal der liebe Herrgott sein (1942) - Professor Freiburg
- Ópiumkeringö (1943) - Zongoramûvész,házigazda
- Kalotaszegi Madonna (1943) - Karsady Géza
- Magyar kívánsághangverseny (1944) - Szávody György, gyárigazgató
- II. magyar kívánsághangverseny (1944)
- The Trial (Процес)(1948) - Egressy, Staatsanwalt
- Arlberg Express (1948) - Barna
- Verlorenes Rennen (1948)
- Eroica (1949) - Fürst Lichnovsky
- Bonus on Death (1950)
- Who Is This That I Love? (1950) - Andreas Ostenhof
- Maharadscha wider Willen [de] (1950) - Der Maharadscha von Hatschipur
- Czardas der Herzen (1951) - Tornay senior
- Vienna as It Was (1951)
- Desires (1952) - Direktor Wallberg
- The Forester's Daughter (1952) - Graf Paalen
- The Devil Makes Three (1952) - Sigmund Neffs
- Fritz and Friederike (1952) - Baumann, Offizier
- They Call It Love (1953) - Gregory
- Once I Will Return (1953) - Ruge
- The Little Czar (1954) - Großherzog Feodor
- Sissi – The Young Empress (1956) - Dr. Max Falk
- Widower with Five Daughters (1957) - Mr. Pfefferkorn
- Spring in Berlin (1957) - Michael Markoff
- Elevator to the Gallows (Ascenseur pour l'échafaud) (Лифт за губилиште)(1958) - Horst Bencker
- The Journey (Путовање)(1959) - Szabó Bácsi
- Forever my love (1962) - (uncredited) (final film role)